# Вимеркате
Вимеркате (итал. Vimercate) — город в Италии, в провинции Монца-э-Брианца области Ломбардия.
Население составляет 25 787 человек (на 2004 г.), плотность населения составляет 1237,44 чел./км². Занимает площадь 20,67 км². Почтовый индекс — 20059. Телефонный код — 039.
Покровителем города почитается святой Стефан Первомученик, празднование 3 августа.